# Tetti rossi
Tetti rossi (Les toits rouges) è un dipinto del pittore francese Camille Pissarro, realizzato nel 1877 e conservato al Museo d'Orsay di Parigi.

## Descrizione
(A. Descubes, 20 aprile 1877, Gazette des lettres, des sciences et des arts)
In primo piano sono raffigurati gli scheletri nudi degli alberi da frutto: è chiaramente inverno, periodo nel quale la stagione vegetativa delle varie piante (alberi, fiori) si è ormai conclusa. I rami secchi delle alberature feriscono il cielo terso, tinto di un azzurro opaco, quasi esangue, così come la luce, che inondando omogeneamente l'intera scena smorza la luminosità della composizione.
In secondo piano troviamo alcune abitazioni di un villaggio agricolo, ammassate le une alle altre come se si dovessero proteggere vicendevolmente. I tetti spioventi che proteggono i fabbricati sono tinti di un rosso acceso, colore che cattura immediatamente lo sguardo dell'osservatore e che viene ripreso in varie altre parti del dipinto, opportunamente variato secondo gamme cromatiche più spente (come il rosso aranciato o il rosa polvere). Queste tonalità, che ravvivano la tessitura luministica dell'opera (altrimenti compromessa dall'algida luce invernale) si riscontrano per esempio nei campi di Saint-Denis raffigurati sullo sfondo, inondati da tinte arancioni e gialle che sono un'evidente spia della vita vegetale che continua a pulsare, nonostante i rigori dell'inverno.
Dalla lezione impressionista Pissarro si è ispirato per la resa dei campi, descritti da pennellate rapide, materiche e vibranti. Nonostante queste evidenti ascendenze culturali, il pittore non esita ad attingere dalla propria formazione accademica nella definizione delle case in secondo piano, caratterizzate da una geometrica fermezza e da un notevole vigore volumetrico: come osservato dai critici Giovanni Cricco e Francesco Di Teodoro, «lo spazio risulta così definito prospetticamente mediante volumi netti e sicuri, ulteriormente evidenziati dai piani inclinati dei tetti».